# Саттер, Курт
Курт Лео́н Са́ттер (англ. Kurt Leon Sutter; род. 5 мая 1960, Рауэй, Нью-Джерси) — американский сценарист, режиссёр, продюсер и актёр, известный по своей работе в качестве автора и актёра в телесериалах «Щит», «Сыны анархии» и «Палач-бастард».
Саттер женился на актрисе Кэти Сагал 2 октября 2004 года в своём доме в Лос-Фелис, штат Калифорния. От этого брака у них ребёнок, дочь Эсме Луиза, родившаяся 10 января 2007 года.
В ближайшем будущем он снимет ремейк фильма 1973 года «Выход дракона».